# 903年
| 千纪： | 1千纪                                                                                           |
| 世纪： | 9世纪 \| 10世纪 \| 11世纪                                                                       |
| 年代： | 870年代 \| 880年代 \| 890年代 \| 900年代 \| 910年代 \| 920年代 \| 930年代                       |
| 年份： | 898年 \| 899年 \| 900年 \| 901年 \| 902年 \| 903年 \| 904年 \| 905年 \| 906年 \| 907年 \| 908年 |
| 纪年： | 癸亥年（猪年）；唐（南吴）天復三年；大長和安国二年；日本延喜三年；后百济正开三年                |

## 大事记
- 中国
  - 唐昭宗封王建为蜀王。
  - 鳳翔節度使李茂貞誅殺韓全誨，與朱溫和解，唐昭宗返回長安。
  - 朱溫（全忠）誅宦官，受封為梁王。

## 出生
- 馮延巳--中國詞人。
- 李穀 (宋朝)
- 陶穀

## 逝世
- 韓全誨，唐昭宗時宦官。